# Balashikha

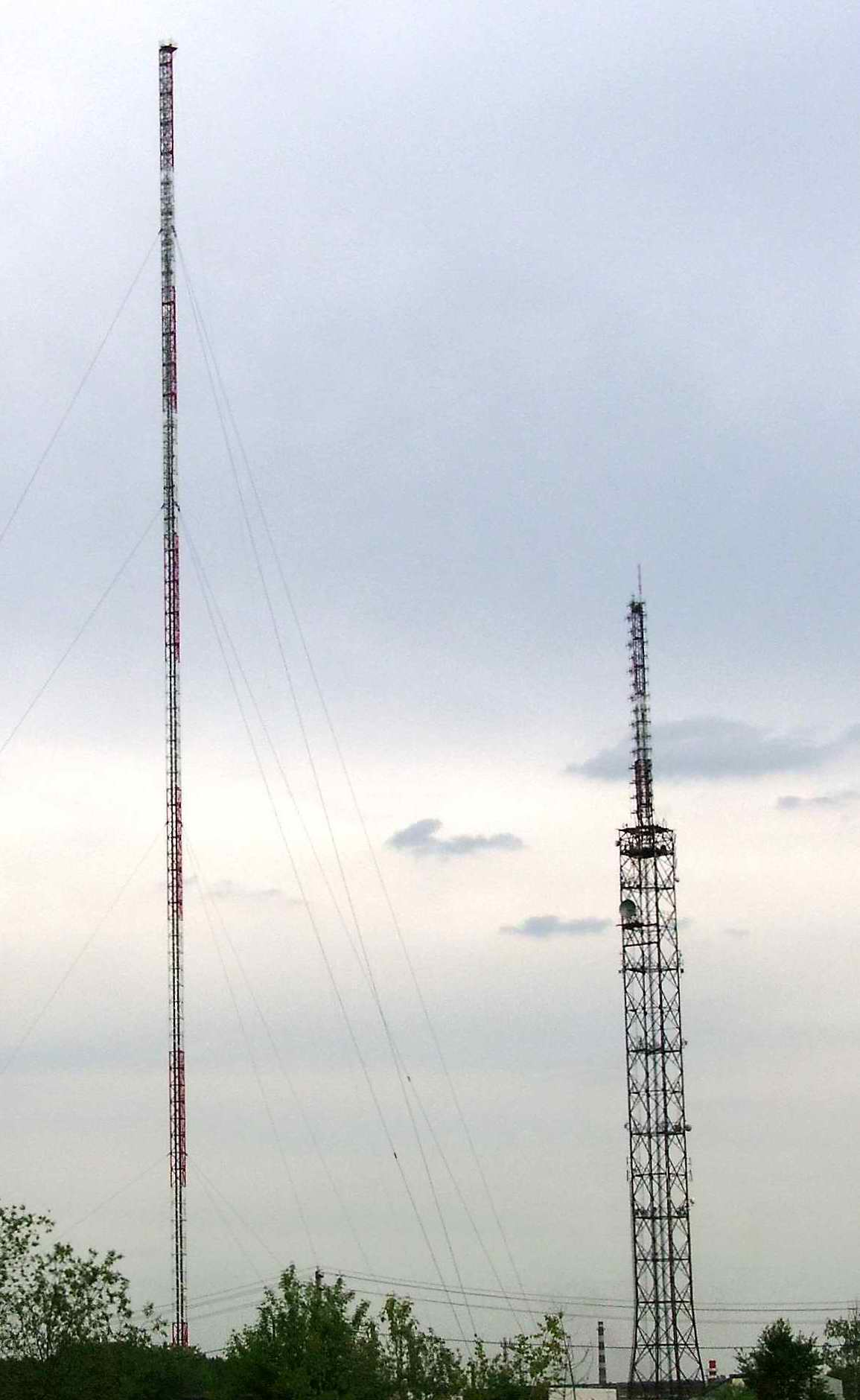
Moscow Radio Centre 13, localizado na cidade.

Balashikha é uma cidade localizada no oblast de Moscou, na Rússia.
Sua população é de 188.700 habitantes (em 2008).